# آلویس اشپرنگر

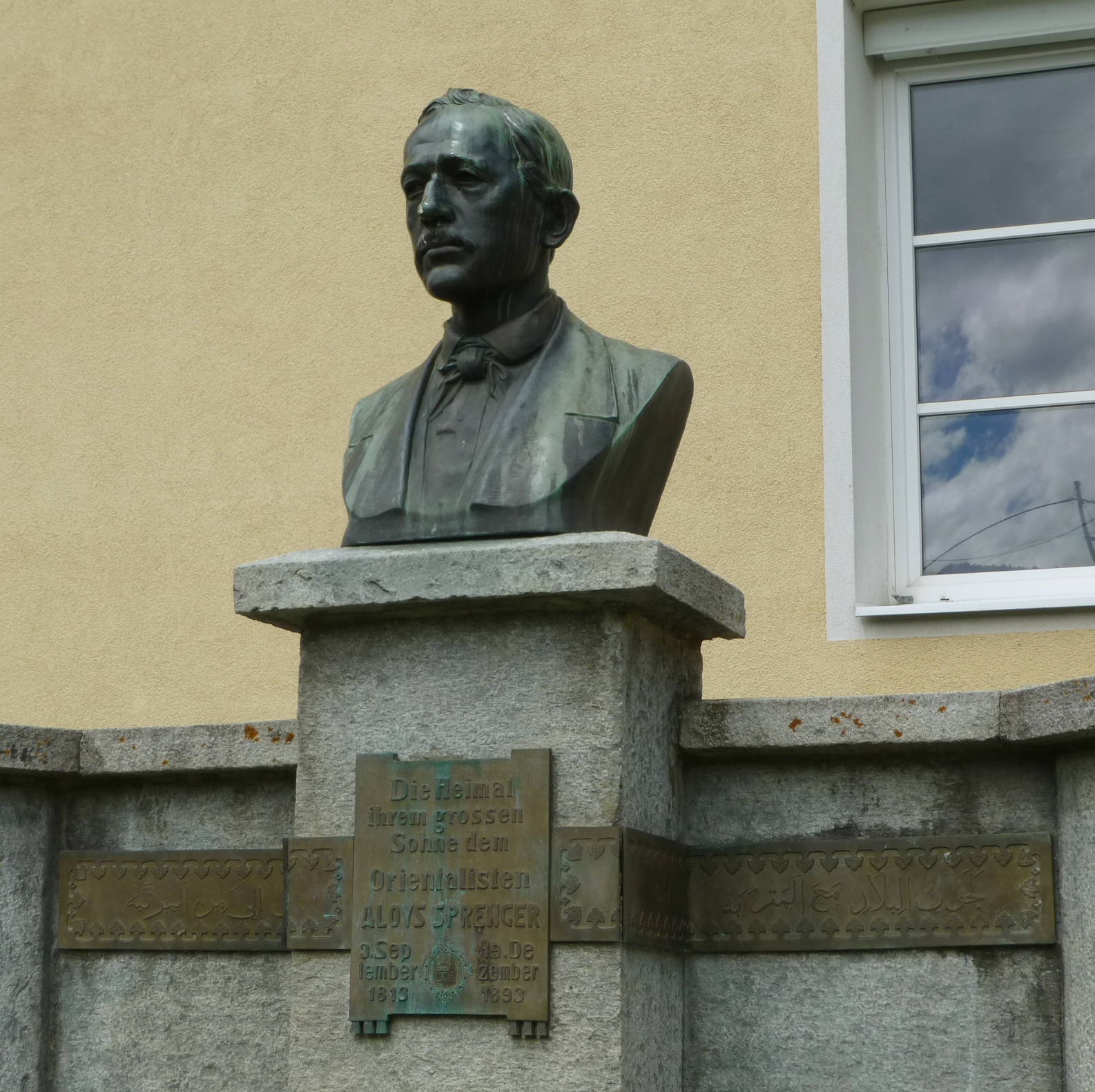
نمایی از سردیس آلویس اشپرنگر در در ایالت تیرول اتریش - ۲۰۱۵

آلویس اشپرنگر (به آلمانی: Aloys Sprenger) (زادهٔ ۳ سپتامبر ۱۸۱۳- مرگ ۱۹ دسامبر ۱۸۹۳) خاورشناس و ایران‌شناس اتریشی بود. او به بیست و پنج زبان –و از آن میان فارسی- آشنا بود.

## زندگی
وی زادهٔ تیرول اتریش بود. تا ۱۸۳۶ به آموختن پزشکی، علوم طبیعی و نیز زبانهای شرقی در دانشگاه وین پرداخت. در ۱۸۳۸ به تابعیت انگلستان درآمد و در ۱۸۴۱ هم دکترایش را هم با پایان‌نامه‌ای دربارهٔ پزشکی در دورهٔ اسلامی به دست آورد. در ۱۸۴۳ به استخدام کمپانی هند شرقی درآمد و در هندوستان به پست‌هایی چون ریاست کالج اسلامی دهلی و دبیری انجمن آسیایی بنگال و نیز ریاست مدرسهٔ کلکته رسید. همچنین در این زمان به سرزمین‌های عرب‌نشینی چون عراق، مسقط، شام و مصر سفرکرد.
اشپرنگر در ۱۸۵۷ از عضویت در کمپانی کناره‌گیری نمود و به اروپا بازگشت و نسخه‌های خطی عربی را نیز که در درازای ماموریتش به دست آورده بود در اختیار کتابخانهٔ پادشاهی برلین گذارد. از آن پس چندی را در برن و هایدلبرگ به آموزش زبان‌های شرقی پرداخت و سرانجام از استادی دست کشید و تا پایان زندگیش سرگرم ترجمه متن‌ها و نگارش بود.

## اثرها
برخی از اثرهای به جای مانده از اشپرنگر اینهایند:
- هفته‌نامه‌ای به زبان اردو در هندوستان
- مبادی طب عرب در دورهٔ خلافت (که پایان‌نامهٔ دکترایش بود)
- ترجمهٔ مروج‌الذهب به انگلیسی
- چاپ اصطلاحات صوفیهٔ عبدالرزاق کاشانی
- اثرهایی دربارهٔ کتاب‌شناسی عربی
- چاپ و اعراب‌گذاری گلستان سعدی
- تصحیح خردنامهٔ اسکندری نظامی
- واژه‌های بیگانه در قرآن
- تصحیح سیرةالیمینی
- تصحیح مقامات حریری
- زندگی و تعالیم محمد
- رسائل اخوان‌الصفا